# فيرنر دريسيل
فيرنر دريسيل مواليد 30 أغسطس عام 1958 في هامباخلاعب كرة قدم ومدرب ألماني سابق.أمضى تسعة مواسم في الدوري الالماني معفيردر بريمن، هامبورغ، نورنبرغ وبوروسيا دورتموند.

## روابط خارجية
- فيرنر دريسيل على موقع قاعدة بيانات كرة القدم.إي يو (الإنجليزية)
- فيرنر دريسيل على موقع بيانات كرة القدم. دي إي (الألمانية)
- فيرنر دريسيل على موقع عالم كرة القدم.نت (الإنجليزية)